# سورسک

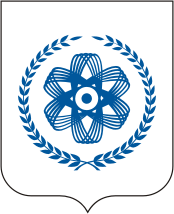
نشان شهر سورسک.

سِوِرْسْک (به روسی: Се́верск) یک شهر بسته در استان تومسک روسیه است.
سورسک از مراکز اصلی تولید پلوتونیم و بازفرآوری و غنی‌سازی اورانیوم در روسیه است.
این شهر که در حدود ۱۵ تا ۲۰ کیلومتری شهر تومسک واقع شده در سال ۲۰۰۰ میلادی ۱۰۹٬۱۰۶ نفر جمعیت داشته‌است.
سورسک در زمان شوروی یک شهر مخفی بود تا این‌که بوریس یلتسین رئیس جمهور روسیه در سال ۱۹۹۲ اعلام کرد که شهرهای بسته می‌توانند از نام‌های تاریخی خود استفاده کنند. سورسک پیش از این تاریخ در هیچ نقشه رسمی درج نشده‌بود.
این شهر که در سال ۱۹۴۹ بنیاد شده تا سال ۱۹۵۴ پیاتی پوچتووی (Пя́тый Почто́вый) و تا سال ۱۹۹۲ تومسک-۷ نامیده می‌شد.
تا سال ۱۹۹۲ نام تومسک-۷ از سوی مقامات به عنوان یک صندوق پستی در اطراف شهر تومسک وانمود می‌شد.
گرچه وجود سورسک از محرمانه بودن درآمده ولی هنوز شهری بسته است یعنی غیرساکنان حق ورود به آن را ندارند.
یکی از سانحه‌های جدی هسته‌ای در ۶ آوریل ۱۹۹۳ در سورسک روی داد که طی آن یک مخزن محتوی محلول بسیار پرتوزا منفجر شد.